# Pseudomys glaucus
Pseudomys glaucus — австралійський вид гризунів, відомий лише за кількома екземплярами, знайденими у Східній Австралії, і з тих пір вважається вимерлим.

## Морфологічні особливості
Тварина досягала довжини голови та тулуба 93 мм, довжини хвоста 111 мм, довжини задніх лап 22,5 мм, довжини вух 18 мм і ваги від 25 до 30 грамів. Хутро було м'яким і тонким. Спина була світло-блакитно-сірого кольору, низ — більш світло-сірий. Вуха середнього розміру були сірі. Руки й ноги були сріблясто-білі. Верх хвоста був світло-коричневий, низ хвоста білий. Синьо-сіру мишу іноді вважали підвидом Pseudomys albocinereus, оскільки структура черепа дуже схожа.